# Opisthopsis
Opisthopsis is een geslacht van vliesvleugelige insecten van de familie Mieren (Formicidae).

## Soorten
- O. diadematus Wheeler, W.M., 1918
- O. haddoni Emery, 1893
- O. halmaherae Karavaiev, 1930
- O. jocosus Wheeler, W.M., 1918
- O. lienosus Wheeler, W.M., 1918
- O. linnaei Forel, 1901
- O. major Forel, 1902
- O. manni Wheeler, W.M., 1918
- O. maurus Wheeler, W.M., 1918
- O. panops Bolton, 1995
- O. pictus Emery, 1895
- O. respiciens (Smith, F., 1865)
- O. rufithorax Emery, 1895